# Central South African Railways
| Central South African Railways                                                                              | Central South African Railways |
| --- | ------------------------------ |
| Tenderlokomotive der CSAR                                                                                   |                                |
| Schienennetz der Central South African Railways im Jahre 1910, kurz vor Gründung der Südafrikanischen Union |                                |
| Spurweite:                                                                                                  | 1067 mm (Kapspur)              |
| |                                |

Die Central South African Railways (CSAR) waren eine kurzlebige Bahngesellschaft im heutigen Südafrika und eine der Vorgängerbahnen der späteren South African Railways.

## Geschichte
Während des Zweiten Burenkriegs wurden die eroberten Bahnen der Südafrikanischen Republik (NZASM und PPR) und des Oranje-Freistaats (OVGS) als Imperial Military Railways (IMR) unter militärische Leitung gestellt. Die Oberaufsicht hatte der als Kanada stammende Oberstleutnant Sir Percy Girouard, der zuvor schon die Eisenbahnen im Sudan geleitet hatte. Nach dem Krieg, im Jahr 1902, wurden aus den IMR die Central South African Railways, wobei die Leitung bei Percy Girouard blieb.
In den acht Jahren ihrer Existenz entwickelte die Bahn zur Ergänzung der von den Vorgängerbahnen übernommenen Lokomotiven sechs eigene Lokomotivbaureihen, darunter zwei der in Südafrika vergleichsweise seltenen Pacific-Klassen, eine Mallet-Gelenklokomotive, die größte südafrikanische Tenderlokomotive sowie eine Zahnradlokomotive.
Nach der Gründung der Südafrikanischen Union im Jahr 1910 wurden die CSAR zusammen mit den Cape Government Railways (CGR) und den Natal Government Railways (NGR) zusammengelegt, wobei die South African Railways (SAR) entstanden.